# Yettel Bank
Yettel.Bank или Јетел банка, раније позната као Теленор банка и Моби банка, комерцијална је банка са седиштем у Београду. Основана је током 2014. године у Београду, преузимањем КБЦ банке у Србији од стране Теленора Србије, највећег телекомуникационог оператера у земљи. Моби банка је прва потпуно мобилна банка у Србији, нема филијале и ослања се у потпуности на дизајнирано решење мобилног банкарства. Ово је први пројекат те врсте у југоисточној Европи.

## Историјат
Првобитно лиценцу за банкарство, било је додељено Алко банци 1996. године, која је била у власништву бизнисмена Мирољуба Алексића. Касније банка мења назив у А банка.
Јуна 2007. године А банка је продата белгијској КБЦ групи за 100 милиона евра. После трансакције, мења назив у КБЦ банка Србија. Белгијска банка је била присутна у Србији до 2014. године када је најавила повлачење са српског тржишта. Склопили су договор са Сосијете женерал о продаји свог портфеља овој банци, док су банкарска лиценца и сама банка продате Теленор групи, која је већ била присутна у Србији, као телекомуникациони оператор. Тако је основана Теленор банка, која је започела са радом у септембру 2014. године.
У јулу 2017. године, потписан је уговор о стратешком партнерству између Теленора и Ривер стикса инвестиционог фонда. Теленор би задржао 15% акција банке, очувајући тиме посебан однос између Теленора и банке. Међутим, трансакцију је Народна банка Србије поништила у фебруару 2018, због неиспуњавања прописаних услова утврђених прописима Србије.
У октобру 2019. године Теленор банка је променила име у Моби банка.
У мају 2024. године Моби банка је променила име у Yettel.Bank у склопу процеса припајању Јетел групи.

## Тржишни и финансијски подаци
Према најновијем годишњем финансијском извештају, из евиденције Агенције за привредне регистре, компанија има 186 запослених и остварен годишњи губитак од 1.317.786.000 динара (€ 10,98 милиона евра) за календарску годину 2016. На крају 2016. године Теленор банка је имала активу вредности 11.119.778.000 динара (€ 92,66 милиона).
Према наводима медија, банка има више од 350.000 клијената.